# Selección de roller derby de Inglaterra
La selección de roller derby de Inglaterra representa a Inglaterra en el roller derby internacional femenino, en eventos como la Copa del Mundo de Roller Derby. El equipo se formó por primera vez para competir en la Copa Mundial Roller Derby de 2011 en Toronto, Canadá, y compitió en la Copa Mundial Roller Derby de 2014 en Dallas, Estados Unidos. Y la Copa Mundial Roller Derby de  2018 en Mánchester, Reino Unido.

## Resultados

### 2011
Terminó el torneo en tercer lugar, perdiendo por 161 puntos a 90 ante Canadá en la semifinal, pero venciendo Australia por 203 puntos a 85 en el desempate por el tercer lugar. Antes del evento, The Guardian señaló que el equipo era uno de los tres favoritos, con Canadá y Estados Unidos, Para llegar a la final.

### 2014
Terminó el torneo en segundo lugar, perdiendo por 291 puntos frente a 105 ante Estados Unidos en la final.

### 2018
Terminó el torneo en cuarto lugar, perdiendo por 173 puntos a 147 puntos ante Canadá en la semifinal.

## Jugadoras

### Equipo actual
Las sesiones de prueba iniciales para el equipo de entrenamiento del England Roller Derby 2018 se llevaron a cabo en Oldham y Haywards Heath en agosto de 2016. También se invitó a los posibles patinadores a enviar pruebas en video si no podían asistir a las sesiones iniciales. Las personas preseleccionadas fueron invitadas a una segunda sesión de prueba en Birmingham en octubre de 2016, de la cual se seleccionaría el equipo de entrenamiento final. La alineación final del equipo de entrenamiento se anunció en octubre de 2016. La alineación final del torneo se anunció en diciembre de 2017 (indicada a continuación con *).
| Nombre                     | Liga                       |
| -------------------------- | -------------------------- |
| Alex Valentine*            | Rainy City Roller Derby    |
| Alex Wilde*                | Rainy City Roller Derby    |
| Becky Ruckus               | Liverpool Roller Birds     |
| Carley McAdam              | London Rollergirls         |
| Delta Strike*              | Bristol Roller Derby       |
| Ella Storey*               | Middlesbrough Milk Rollers |
| Fay Roberts*               | Rainy City Roller Derby    |
| Fayetal Blonde             | Rainy City Roller Derby    |
| Fisher                     | Rainy City Roller Derby    |
| Florence the Machine       | London Rollergirls         |
| Gaz*                       | London Rollergirls         |
| GG Hardy                   | Charm City Roller Girls    |
| Ho Chee                    | London Rollergirls         |
| Jack Attack*               | London Rollergirls         |
| Just Jess*                 | London Rollergirls         |
| Katie Hellvetica Black ()* | London Rollergirls         |
| Kid Block*                 | London Rollergirls         |
| Kristen Lee*               | London Rollergirls         |
| Lexi Lightspeed            | London Rollergirls         |
| Lucy                       | Newcastle Roller Girls     |
| Menace*                    | Rainy City Roller Derby    |
| Missy Rascal*              | Rainy City Roller Derby    |
| Onyeka Igwe*               | London Rollergirls         |
| Philly*                    | Rainy City Roller Derby    |
| Rammit                     | London Rollergirls         |
| Rogue Runner*              | London Rollergirls         |
| Shaolynn Scarlett ()*      | London Rollergirls         |
| Stefanie Mainey*           | London Rollergirls         |
| Terri Sudron*              | Middlesbrough Milk Rollers |
| Trisha Smackanawa*         | London Rollergirls         |
| Woo                        | Central City Rollergirls   |

### Equipo técnico
- Tomi "Illbilly" Lang, Southern Discomfort
- Shane Aisbett, Southern Discomfort